# 姜吉宇
姜吉宇（韓語：강길우，1986年11月10日—），韓國男演員，以话剧演员身份出道，主要活跃于独立电影和电视剧。

## 演出作品

### 电视／網路剧
- 2021年：WAVVE《既然这样就去青瓦台》饰演 沈大喜[3]
- 2022年：TVING《我只是还没全力以赴》饰演 刘在宇[3]
- 2022年：tvN《杀人者的购物目录》饰演 金斗贤[4]
- 2022年：tvN《OPENing—第一眼》饰演 池昌燮
- 2022年：TVING《身价》饰演 闵先生[5]
- 2022年：JTBC《财阀家的小儿子》饰演 白东民[5]
- 2022年：Netflix《黑暗荣耀》饰演 金秀韩[5]
- 2023年：SBS《恶鬼》饰演 廉昇钰（特别出演）
- 2023年：MBC《恋人》饰演 郑命寿
- 2023年：JTBC《大力女子姜南顺》饰演 崔博士（特别出演）
- 2023年：JTBC《欢迎回到三达里》饰演 高哲宗
- 2025年：SBS《我的完美秘書》飾演 金東奇
- 2025年：JTBC《健將聯盟》飾演 李相坤

### 电影
- 2017年：《与神同行：罪与罚》饰演 紫红受伤者1
- 2017年：《明太鱼》（명태）饰演 金洙[2]
- 2018年：《美丽人生》饰演 内科医生
- 2018年：《摇摆狂潮》饰演 俘虏
- 2018年：短篇电影《尸体们的清晨》（시체들의 아침）饰演 成宰[5]
- 2019年：《汉江说》饰演 吉宇[5]
- 2019年：《请寻找我》饰演 护理人员
- 2019年：短篇电影《希望之星》饰演 游泳教练[2]
- 2019年：《蜗牛侠》（스네일 맨）饰演 洛特（配音）[2]
- 2019年：《我的小电视》（마이 리틀 텔레비전）饰演 明学
- 2019年：《我从没为别人哭过》（나는 사람 때문에 울어본 적이 없다）饰演 延宇[2]
- 2020年：《踏着波涛的少年》饰演 加博
- 2020年：《心情郁闷的日子》饰演 延宇
- 2020年：短篇电影《我的儿子》（소풍같이）饰演 道镇
- 2020年：《生活在尘埃》（사는게 먼지）饰演 东莞
- 2020年：《蓝色城市首尔》（블루시티서울）饰演 镇哲
- 2021年：《孩子别哭》饰演 承宇（友情出演）
- 2021年：《愛在春光乍現時》饰演 振宇[2]
- 2021年：《尘埃人》饰演 道俊[2]
- 2021年：《植物咖啡, 温情》饰演 贤宰
- 2021年：《北极星》（북극성）饰演 成宰
- 2021年：《生存消失》（살아짐이 사라짐）饰演 义秀
- 2021年：《相似的东西》（닮은것들）饰演 有锡
- 2021年：《寒冷的冬天也有光》（추운 겨울에도 빛이 있다）饰演 民秀
- 2021年：《坠落》（낙하하다）饰演 宰赫
- 2021年：短篇电影《屯内面临谷路》 饰演 郑道[5]
- 2022年：《整个世界是白色的》饰演 金武仁[3]
- 2022年：《掮客》饰演 林先生
- 2022年：《绿夜》饰演 张元亨[5]
- 2022年：《扭曲的家》饰演 姜永圭
- 2022年：《熙秀》（희수）饰演 学善
- 2023年：《故乡：克莉莎与森林之主》（엄마의 땅: 그리샤와 숲의 주인）饰演 托克查（配音）[5]
- 2023年：《或许我们分手了》 饰演 柳耿一
- 2023年：《中途停留》 饰演 圭亨
- 2023年：《秘密之丘》 饰演 成浩
- 2023年：《曝光》（폭로）饰演 图书咖啡馆老板（特别出演）
- 2023年：《绝海孤岛》饰演 在勋
- 2023年：《八月圣诞节》（8월의 크리스마스）饰演 春雨
- 2023年：《德熙有OO》（덕희는 ㅇㅇ이 있다）
- 2023年：《首爾之春》饰演 薛少校
- 2024年：《路基完》饰演 辩护律师
- 2024年：《战，乱》饰演 屠夫义兵

### 话剧／音乐剧
- 2013年：《魔法师们》[2]
- 2015年：第10届 女性导演展—《爱神派对!》
- 2016年：《小行星134340》
- 2016年：第37届 首尔话剧节—《海鸥B》
- 2016年：《都知道 只有你不知道的故事》
- 2016年：《被遗忘的东西》
- 2016年：《五头房亭：韩牛歌》
- 2016年：《死亡记忆》
- 2016年：《在大海中央》
- 2017年：《化学作用3:弥阿里山岭艺术剧场篇》
- 2017年：《死亡记忆》
- 2018年：音乐剧《Noel》
- 2018年：《死亡记忆》
- 2018年：《2018 西路单幕剧场：我们彼此各自彼此》

## 其他作品

### MV
- 2024年：RM 单曲《Come Back to Me》

### OST
- 2017年：话剧《小行星134340》OST：流星
- 2021年：电影《植物咖啡, 温情》 OST：Let’s go

## 奖项
- 2014年：第3届亚洲戏剧学院节演技奖[6]
- 2018年：第五届天主教电影节斯特拉奖《尸体们的清晨》[6]

## 外部連結
- 姜吉宇的Instagram帳戶
- 官方网站
- 姜吉宇在NAVER上的资料
- 姜吉宇在互联网电影资料库（IMDb）上的資料（英文）
- 姜吉宇在韩国电影数据库（KMDb）上的資料（韓語）